# NGC 169

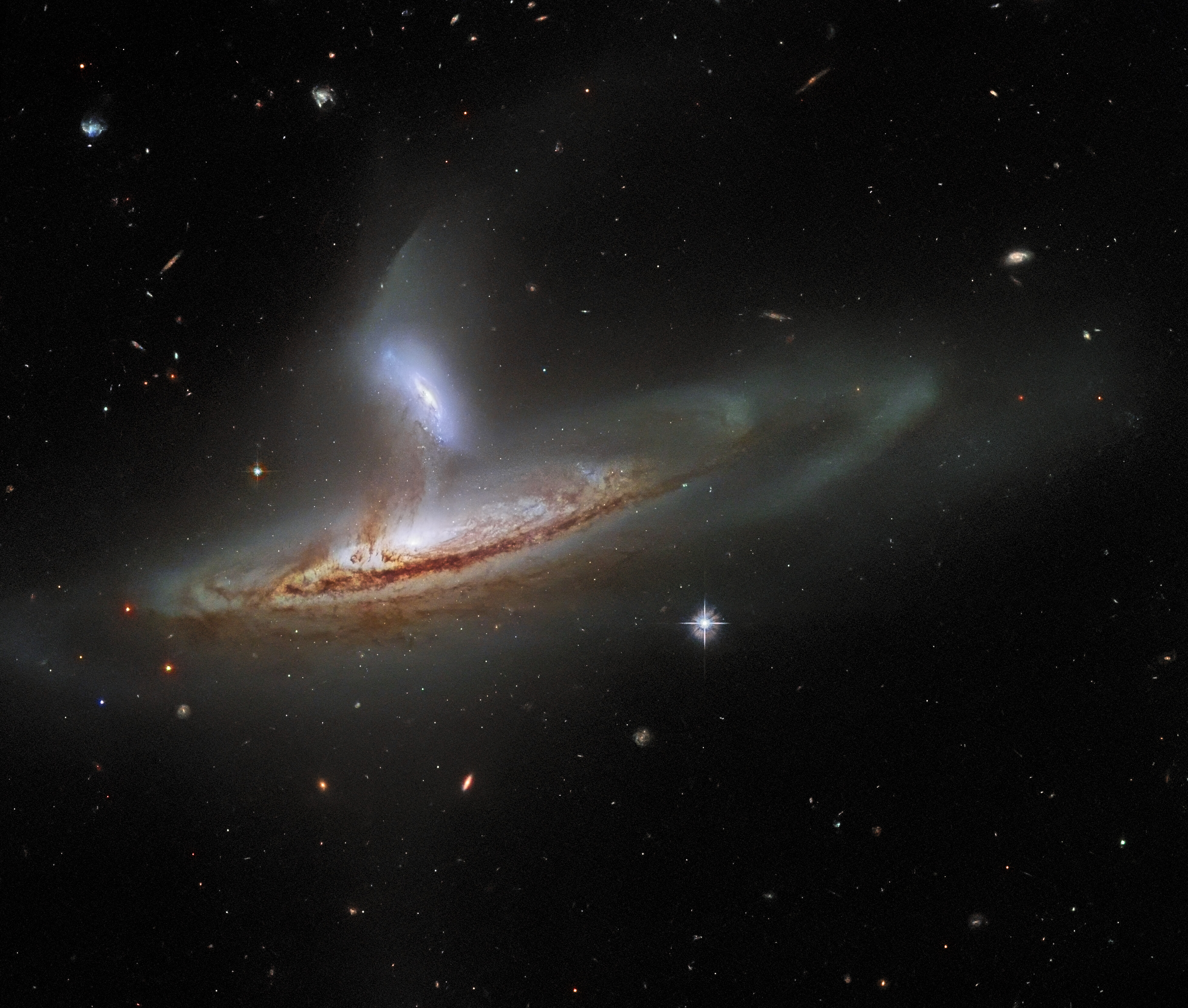
Image de la paire de galaxies particulières à spirales en interaction Arp 282 (NGC 169 + IC 1559) par le télescope spatial Hubble (2022).

NGC 169 ou UGC 365 ou MK 341 ou Arp 282 (NGC 169 + IC 1559) est une paire de galaxies particulières à spirales en interaction, d'environ 239 000 al de diamètre, située à environ 206 millions d'années lumière (al) de la Terre, dans la constellation d'Andromède, au-delà du Groupe local de galaxies. 

## Histoire
La galaxie spirale barrée massive NGC 169 a été découverte en 1857 par l'astronome irlandais R. J. Mitchell. Cette galaxie de Seyfert forme la paire de galaxies particulières à spirales en interaction « Arp 282 » (NGC 169 + IC 1559) avec sa petite galaxie spirale satellite IC 1559.
Comme pour de nombreuses galaxies en interaction, les deux galaxies sont reliées par une queue de marée d'accrétion gravitationnelle de gaz et d’étoiles, qui tend à une forme visible de début d'absorbtion de la petite galaxie IC 1559 par le bulbe galactique de la galaxie massive NGC 169, jusqu'à fusion de galaxies complète possible, dans quelques milliards d’années.  

## Caractéristiques
Sa vitesse par rapport au fond diffus cosmologique est de 4 289 ± 24 km/s, ce qui correspond à une distance de Hubble de 63,3 ± 4,4 Mpc (∼206 millions d'al).
À ce jour, neuf mesures non basées sur le décalage vers le rouge (redshift) donnent une distance de 72,056 ± 16,671 Mpc (∼235 millions d'al), ce qui est à l'intérieur des valeurs de la distance de Hubble. Notons cependant que c'est avec la valeur moyenne des mesures indépendantes, lorsqu'elles existent, que la base de données NASA/IPAC calcule le diamètre d'une galaxie et qu'en conséquence le diamètre de NGC 169 pourrait être d'environ 64,4 kpc (∼210 000 al) si on utilisait la distance de Hubble pour le calculer.
NGC 169 est une galaxie dont le noyau brille dans le domaine de l'ultraviolet. Elle est inscrite dans le catalogue de Markarian sous la cote Mrk 341 (MK 341). Selon la base de données Simbad, NGC 169 est une galaxie de Seyfert.